# 神鬼剁手
《神鬼剁手》（英語：Chopper）是一部澳大利亚2000年的电影，由编剧兼导演的安德鲁·多米尼克 拍摄，并根据马克自传体的书神鬼剁手所改编。影片的主演是埃里克·巴纳、文斯·克罗斯莫、林登·西蒙、凯特·比汉和大卫·菲尔德。

## 剧情
从16岁起，他就开始进出监狱，墨尔本 斯得弗人马克·布兰登的神鬼剁手（埃里克·巴纳）为了从具有最高安全等级且臭名昭著的潘及监狱拯救童年的好友吉米 罗汉（西蒙·林登），而绑架最高法院法官，为此要服刑16年。为了成为领袖，他点燃的权力斗争而获得了他更多的敌人不是崇拜者。最后，连他的伙伴背对他，罗汉刺中他多次失败，暗杀企图。神鬼剁手自愿让他的狱友切掉他的耳朵，使他可以被转移出监狱;这也使他获得了认可进出监狱。
他是在1986年被释放的，重温敌人和朋友，他不能区分谁了。他与他的前女友谭雅（凯特·比汉）团聚，但怀疑她与他的一个老的受害者内维尔巴托斯（文斯·克罗斯莫） 有关系。他跟踪巴托斯下来，射击他并带他去医院，不加掩饰地宣称，他有“绿灯”来代替警察“消灭败类”。当砍刀得知他是一个死亡契约的目标时，他去他的老朋友吉米家后，才发现他因为毒品消瘦且贫穷，有一个女儿和一个瘾君子的未婚妻，并且已怀上了另一个孩子。
他在一间酒吧杀死了一个叫“萨米土耳其人”的罪犯，逃脱了它，声称是自卫。他最终回到监狱，在那里他写了一本关于他在墨尔本黑社会经历的书。这本书成为畅销书，神鬼剁手成为一个罪犯传奇。
影片结束于1992年，用神鬼剁手在他的牢房看着自己在电视上被采访。他在那些注视着他的采访的人中感到自豪，但是当他们离开后，他安静下来，并独自坐在他的牢房里。

## 演员表
- 埃里克·巴纳饰演 马克
- 文斯·克罗斯莫饰演 赛巴托斯
- 西蒙·林登饰演 吉米 罗汉
- 大卫·菲尔德饰演 乔治•凯斯
- 凯特·比汉饰演 谭雅
- 丹·怀利饰演 “布鲁”
- 弗莱彻·汉弗莱斯饰演 “巴基”
- 罗伯特·拉比饰演 尼克
- 布赖恩·曼尼克斯饰演 伊恩
- 塞尔·李斯罗饰演“萨米土耳其人”
- 斯凯·万斯饰演 曼迪
- 蕾妮·布拉克饰演 电视采访者
- 理查德·萨瑟兰饰演 监狱官

## 拍摄
最大的拍摄难度是被允许使用的潘及监狱，维多利亚的拍摄。该监狱被关闭，而谈判正在进行中，拍摄资金被推迟。这推迟了拍摄。
为了展现出监狱的无生气，和砍刀出狱16年后所遇到了世界对比，拍摄一分为二。第一部分拍摄在潘及监狱，神鬼剁手常住的监狱之一，所有场景中的第二部分，发生在1986年是过于鲜艳，实现了偏执的氛围，由导演安德鲁•多米尼克称为“视觉超负荷”。这是实现了照明，选择胶片的使用，颜色的选择集装饰。 2000年7月第一部分的拍摄，从2000年5月3日至5月26日，第二部分从2000年6月28日一直持续到7月21日。
有些演员是从纹身店被雇佣来的。巴纳花了两天时间用与神鬼剁手的朋友，敌人和老同事进行了接触，来深入了解这个人物角色。

## 反響

### 影评
《神鬼剁手》收到了积极的评价。审查为基础的评级网站烂番茄给了影片71％的“新鲜”的投资评级。芝加哥太阳时报 的罗杰·艾伯特给了影片4星里的3星，大赞埃里克·巴纳的表现，他说，“他有演员学校所无法教的天赋，很少有演员可以和他比拟的。”"
SBS的玛格丽特彭慕兰给了影片5分里的四星半，评论了导演安德鲁·多米尼克“取得非凡的成绩。”大卫·斯特拉顿，在同一个影评中说“安德鲁·多米尼克的导演才能是毋容置疑的”，并声称埃里克·巴纳的表现“令人惊叹”。 

### 立德的反应
立德自己推荐巴纳来饰演他，是在看到喜剧小品系列Full Frontal. 之后。巴纳花了两天时间与立德住在一起，以帮助他练习这个角色。立德之后在澳洲最佳电影节上称赞了巴纳的表演。一些与巴纳与立德的视频，可以在DVD 特别收录中查看。

## 奖项和提名

### 获得的奖项
- 澳大利亚电影学院（AFI）（2000年）： 
  - 最佳成就方向：安德鲁·多米尼克
  - 通过在主角最佳男主角：埃里克·巴纳
  - 由配角最佳男主角：林登·西蒙
- IF奖（2000年） 
  - 最佳男演员：埃里克·巴纳
  - 最佳独立新电影人：安德鲁·多米尼克
- 斯德哥尔摩电影节（2000年） 
  - 最佳男演员：埃里克·巴纳
- 干邑节杜电影（2001） 
  - 评论奖：安德鲁·多米尼克
  - 大奖赛奖：安德鲁·多米尼克
- 澳洲影评人协会（FCAA）（2001）： 
  - 最佳男演员：埃里克·巴纳
  - 最佳导演：安德鲁·多米尼克
  - 最佳电影
  - 最佳男配角：林登·西蒙

### 奖项提名
- 澳大利亚电影学院 （AFI）（2000年）： 
  - 最佳成就摄影：杰弗里·霍尔，凯文·海沃德
  - 最佳成就编辑：肯
  - 最佳成就的生产设计：水稻里尔登
  - 最佳成就声音：弗兰克·利普森，格伦•纽纳姆，史蒂夫·伯吉斯，约翰·席费尔拜
  - 最佳电影：米歇尔·贝内特
  - 最佳原创音乐评分：哈维·米克
  - 最佳编剧从其他来源改编：安德鲁·多米尼克
- 斯德哥尔摩电影节（2000年） 
  - 铜马奖：安德鲁·多米尼克
- 英国独立电影奖（BIFA）（2001）： 
  - 最佳外国独立电影
  - 澳洲影评人协会（FCAA）（2001）：
  - 最佳摄影：凯文·海沃德，杰弗里·霍尔
  - 最佳剪辑：肯·薩洛斯
  - 最佳音乐评分：哈维·米克
  - 最佳编剧：安德鲁·多米尼克
  - 最佳女配角：凯特

## 音乐
- “不要栅栏我” -莱恩羊羊
- “黑与蓝” -链
- “甜爱” - 蕾妮·格耶
- “坏小子年华”和“卡上的你” -玫瑰纹身
- “永远的现在” - 冷凿
- “放开蝙蝠” - 党的生日
- “老年痴呆症” - 圣徒
- “永远爱着的人” - 亲人